# Mars 1778
Cette page présente les faits marquants du mois de mars 1778.

## Événements
- 7 mars : lors de son troisième voyage, James Cook atteint la côte du continent nord-américain au large de l’actuel Oregon. Il cherche en vain le passage du Nord-Ouest. Il longe cependant la côte jusqu’en Alaska, s’engage dans ce qui est appelé aujourd’hui le détroit de Cook, puis poursuit sa route vers le nord, remonte jusqu’au détroit de Béring qu’il franchit avant d’être contraint de faire demi-tour face à la banquise de la calotte glaciaire (18 août)[1]. Il remet alors le cap vers les îles Sandwich, où il est contraint d’hiverner. Les rapports avec les Hawaiiens se dégradent peu à peu : victime du vol d’une chaloupe, Cook veut récupérer son bien et il est poignardé au cours d’un bref affrontement avec les habitants de l’île (14 février 1779).

- 10 mars : George Washington approuve la décharge déshonorante du Lieutenant Frederick Gotthold Enslin pour "tentative de commettre l'acte de sodomie avec le soldat John Monhort".

- 11 mars : traité du Pardo. Le Portugal cède à l’Espagne Fernando Póo et Annobón en Guinée équatoriale[2].

- 30 mars :
  - Voltaire retourne à Paris quelque temps avant sa mort, qui surviendra le 30 mai.
  - Espagne : création des alcades de quartiers, fonction qui allie la bienfaisance en faveur des nécessiteux et la prévention de la délinquance[3].

## Naissances
- 15 mars : Pauline Fourès dite "Bellilote", que Bonaparte rencontrera en Égypte en 1798.
- 19 mars : Alexandre Moreau de Jonnès (mort en 1870), aventurier, militaire et haut fonctionnaire français, chargé de la Statistique générale de France.
- 31 mars : Coenraad Jacob Temminck (mort en 1858), zoologiste néerlandais.

## Décès
- 27 mars : Adam le Jeune, sculpteur français (1705-1778).